# 2019 en Océanie
Chronologie de l’Océanie
- 2015
- 2016
- 2017
- 2018
- 2019
- 2020
- 2021
- 2022
- 2023

Cet article concerne les événements thématiques qui se produisent durant l'année 2019 en Océanie.

## Politique

### Élections
- 5 mars : élections législatives aux États fédérés de Micronésie. Les députés élisent ensuite David Panuelo à la présidence de la République.
- 3 avril : élections législatives aux Salomon. Manasseh Sogavare est ensuite élu Premier ministre par les députés.
- 18 mai : élections législatives en Australie. La Coalition libérale et conservatrice au pouvoir retrouve une courte majorité absolue des sièges à la Chambre des représentants. Scott Morrison demeure Premier ministre.
- 24 août : élections législatives à Nauru. Ce scrutin provoque un important renouvellement du Parlement. Le président de la République, Baron Waqa, accusé de dérive autoritaire, perd son siège de député, mais l'opposition parlementaire sortante est également balayée. La nouvelle assemblée élit à la présidence de la République Lionel Aingimea, simple député de la majorité sortante, par douze voix contre six pour David Adeang, le très influent et controversé numéro deux du gouvernement Waqa sortant.
- 9 septembre : élections législatives aux Tuvalu. Le gouvernement d'Enele Sopoaga perd des sièges, et la plupart des nouveaux élus se rangent dans le camp de l'Opposition sortante. Le chef de l'Opposition, Kausea Natano, devient Premier ministre.
- 18 novembre : élections législatives aux îles Marshall.
- 23 novembre au 7 décembre : référendum sur l'indépendance de Bougainville, région autonome de Papouasie-Nouvelle-Guinée. Le référendum est organisé en application de l'accord de paix de 2001 qui a mis fin à la guerre civile. La population vote à 98,3 % en faveur de l'indépendance[1].

### Événements

#### Politique intérieure
- 11 avril : James Marape, ministre des Finances de Papouasie-Nouvelle-Guinée depuis 2012 et également vice-Premier ministre, quitte le gouvernement, invoquant un manque de confiance mutuelle entre lui et le Premier ministre Peter O'Neill et un manque d'écoute de la part de ce dernier. Certains médias annoncent la démission également de Solan Mirisim, le ministre de la Défense, mais celui-ci dément[2]. Après la défection de plusieurs autres ministres et députés qui rejoignent l'opposition, le 26 mai Peter O'Neill annonce sa démission imminente du poste de Premier ministre et son souhait que Sir Julius Chan lui succède comme dirigeant par intérim d'un gouvernement désormais minoritaire au Parlement[3],[4],[5]. Le 30 mai toutefois, c'est James Marape que le Parlement élit à la fonction de Premier ministre[6].
- début juin : Le président des Kiribati, Taneti Maamau, limoge son vice-président Kourabi Nenem, semble-t-il pour avoir effectué sans autorisation un voyage en Indonésie. Teuea Toatu, le ministre des Finances, est nommé à sa succession[7].
- 8 novembre : À l'initiative du gouvernement, la Cour suprême de Nauru ré-initie le procès contre les « Dix-Neuf de Nauru », opposants politiques accusés d'émeute pour une manifestation en 2015 contre une dégradation de la démocratie et de l'État de droit. Leur procès avait été stoppé par le juge Geoffrey Muecke en 2018, ce à quoi le gouvernement du président Baron Waqa avait répondu en limogeant le juge et en créant une nouvelle Cour d'appel pour casser ce jugement. Ayant fui Nauru en septembre, l'ancien député d'Opposition Squire Jeremiah et son cousin Rutherford, deux des « Dix-Neuf », demandent l'asile politique en Australie le 10 novembre[8],[9]. Les douze accusés restants, jugés sans avoir accès à un avocat, sont déclarés coupables d'émeute par la Cour suprême le 12 décembre[10]. L'ancien député Mathew Batsiua est condamné à onze mois de prison, et ses co-accusés à des peines allant de trois à huit mois de prison[11].

#### Diplomatie et relations internationales
- 14 février : Sprent Dabwido, ancien président de la République de Nauru devenu opposant au régime autoritaire de Baron Waqa, demande l'asile politique en Australie. Il affirme qu'outre la répression politique qu'il a subie, le gouvernement nauruan a tenté de l'empêcher d'obtenir des soins médicaux pour son cancer[12]. Il meurt en Australie le 8 mai[13].
- 16 août : Le sommet du Forum des Îles du Pacifique à Funafuti se clôt sur un désaccord entre les petits États insulaires en développement et l'Australie du Premier ministre Scott Morrison quant à l'approche à adopter face au réchauffement climatique[14],[15]. Sous l'impulsion des gouvernements vanuatais et tongien, le Forum s'accorde à exprimer son « inquiétude » quant à la situation des droits de l'homme dans la région indonésienne de Nouvelle-Guinée occidentale, et « encourage » l'Indonésie à permettre une visite du Haut-Commissariat des Nations unies aux droits de l'homme[16].
- 16 septembre : Le gouvernement salomonais de Manasseh Sogavare rompt les relations diplomatiques de son pays avec la République de Chine (Taïwan) et reconnaît la République populaire de Chine, dans l'optique de développer ses relations commerciales avec cette dernière. Pékin promet d'apporter une aide substantielle au développement des Salomon[17],[18]. John Moffat Fugui, auteur de la recommandation de ce changement diplomatique, sera, en 2020, le premier ambassadeur salomonais à Pékin[19].
- 20 septembre : À son tour, le gouvernement gilbertin du président Taneti Maamau rompt les relations diplomatiques des Kiribati avec la République du Chine (Taïwan) et reconnaît la République populaire de Chine[20].
- 27 septembre : La Première ministre néo-zélandaise Jacinda Ardern et le Premier ministre fidjien Frank Bainimarama, conjointement avec la Première ministre islandaise Katrín Jakobsdóttir, la Première ministre norvégienne Erna Solberg et le président costaricien Carlos Alvarado, initient l'Accord sur le changement climatique, le commerce international et la durabilité (Agreement on Climate Change, Trade and Sustainability) en marge de la 74e session de l'Assemblée générale des Nations unies[21].
- novembre : Le gouvernement tuvaluan rejette l'offre d'entreprises publiques chinoises de construire des îles artificielles pour aider les Tuvalu à faire face au changement climatique, en échange d'une rupture des relations diplomatiques tuvaluanes avec Taïwan[22].

### Gouvernements
- Australie
  - reine : Élisabeth II d'Australie
  - gouverneur-général : Sir Peter Cosgrove (jusqu'au 1er juillet, puis) David Hurley
  - premier ministre : Scott Morrison
- Îles Cook
  - reine : Élisabeth II de Nouvelle-Zélande
  - représentant de la reine : Tom Marsters
  - premier ministre : Henry Puna
- États fédérés de Micronésie
  - président : Peter Christian (jusqu'au 11 mai, puis) David Panuelo
- Fidji
  - président : Jioji Konrote
  - premier ministre : Frank Bainimarama

- Kiribati
  - président : Taneti Maamau
- Îles Marshall
  - président : Hilda Heine
- Nauru

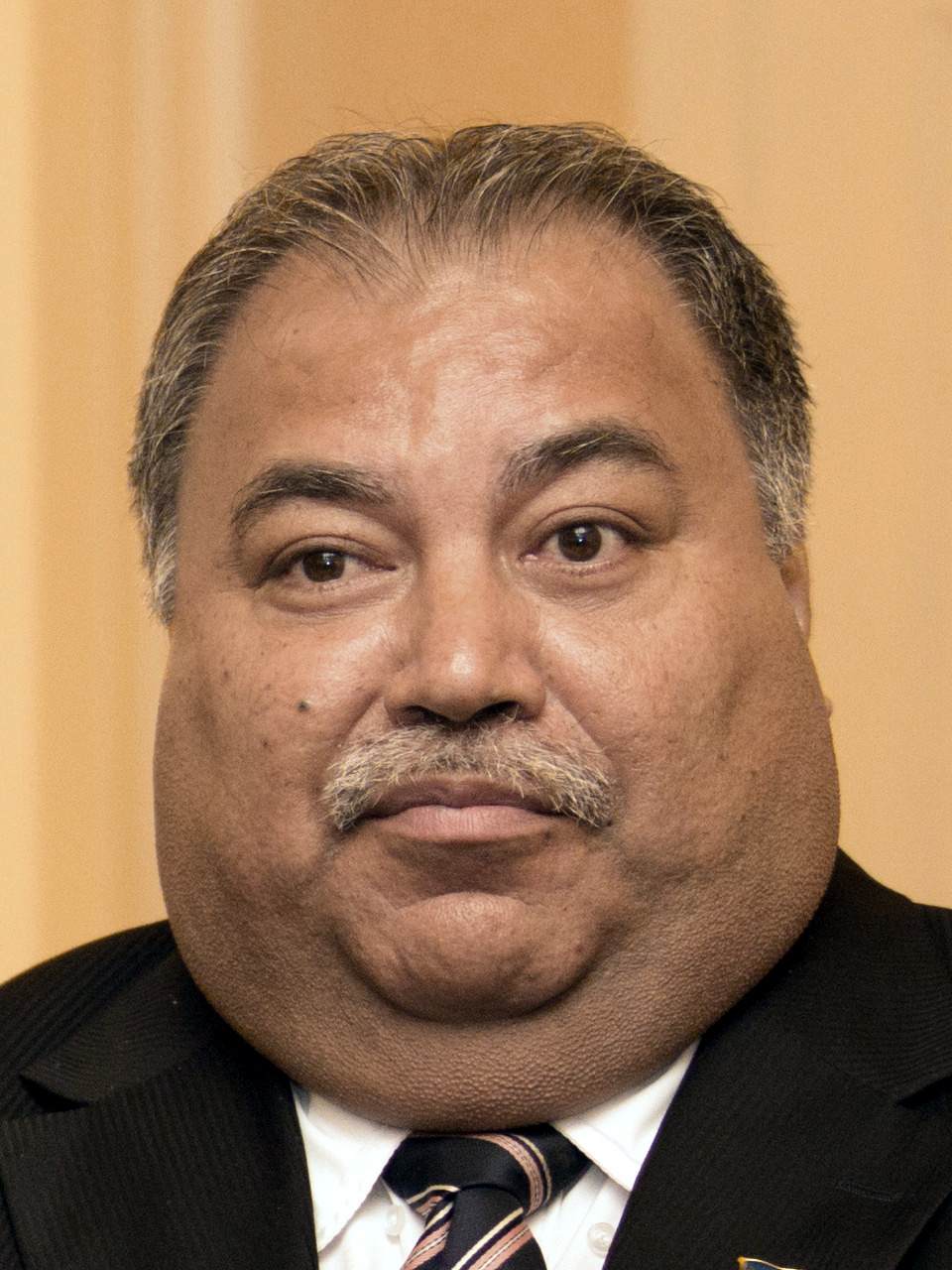
Accusé de dérive autoritaire et d'atteintes à l'État de droit, Baron Waqa, le président de la République de Nauru, perd le pouvoir aux élections d'août 2019.

  - président : Baron Waqa (jusqu'au 27 août, puis) Lionel Aingimea
- Niué
  - reine : Élisabeth II de Nouvelle-Zélande
  - premier ministre : Toke Talagi
- Nouvelle-Zélande
  - reine : Élisabeth II de Nouvelle-Zélande
  - gouverneur général : Dame Patsy Reddy
  - premier ministre : Jacinda Ardern
- Palaos
  - président : Tommy Remengesau
- Papouasie-Nouvelle-Guinée
  - reine : Élisabeth II de Papouasie-Nouvelle-Guinée
  - gouverneur général : Bob Dadae
  - premier ministre : Peter O'Neill (jusqu'au 30 mai, puis) James Marape
- Îles Salomon
  - reine : Élisabeth II des Îles Salomon
  - gouverneur général : Sir Frank Kabui (jusqu'au 7 juillet, puis) David Vunagi
  - premier ministre : Rick Houenipwela (jusqu'au 24 avril, puis) Manasseh Sogavare

- Samoa

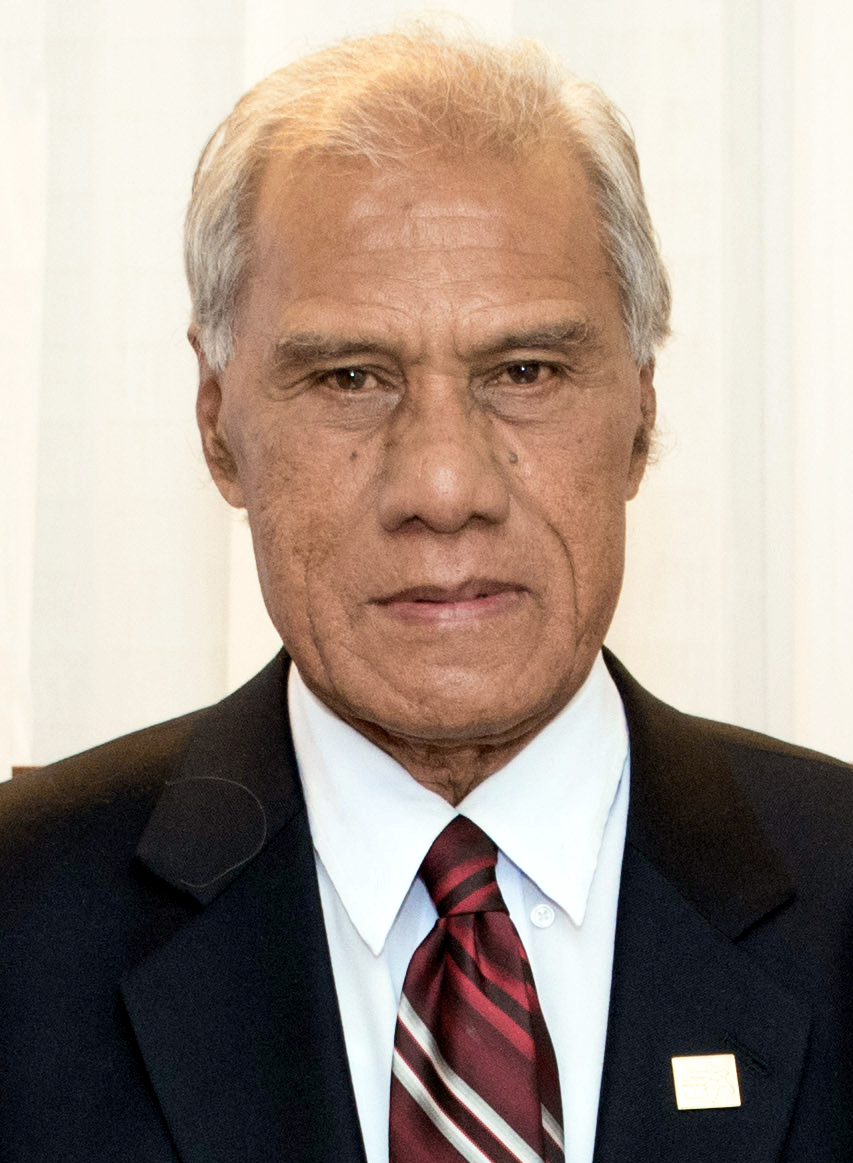
Principale figure historique du mouvement pour la démocratie aux Tonga, ʻAkilisi Pohiva meurt dans l'exercice de sa fonction de Premier ministre en septembre.

  - O le Ao O le Malo : Tuimaleali'ifano Va'aletoa Sualauvi II
  - premier ministre : Tuilaepa Sailele Malielegaoi
- Tonga
  - roi : Tupou VI
  - premier ministre : ʻAkilisi Pohiva (jusqu'à sa mort le 12 septembre, puis) Pohiva Tuʻiʻonetoa
- Tuvalu
  - reine : Élisabeth II des Tuvalu
  - gouverneur général : Sir Iakoba Italeli (jusqu'en août, puis) Teniku Talesi
  - premier ministre : Enele Sopoaga (jusqu'au 19 septembre, puis) Kausea Natano
- Vanuatu
  - président : Tallis Obed Moses
  - premier ministre : Charlot Salwai

## Environnement
- 7 novembre : Le Parlement de Nouvelle-Zélande adopte une loi, initiée par le gouvernement de coalition de la travailliste Jacinda Ardern et soutenue par l'opposition de centre-droit, qui crée une obligation pour le pays d'atteindre la neutralité carbone en 2050 et de respecter ses engagements pris dans le cadre de l'accord de Paris sur le climat. La loi contraint les gouvernements jusqu'en 2050 à mettre en place des mesures pour atteindre cet objectif, et à prévoir un budget pour ces mesures[23].

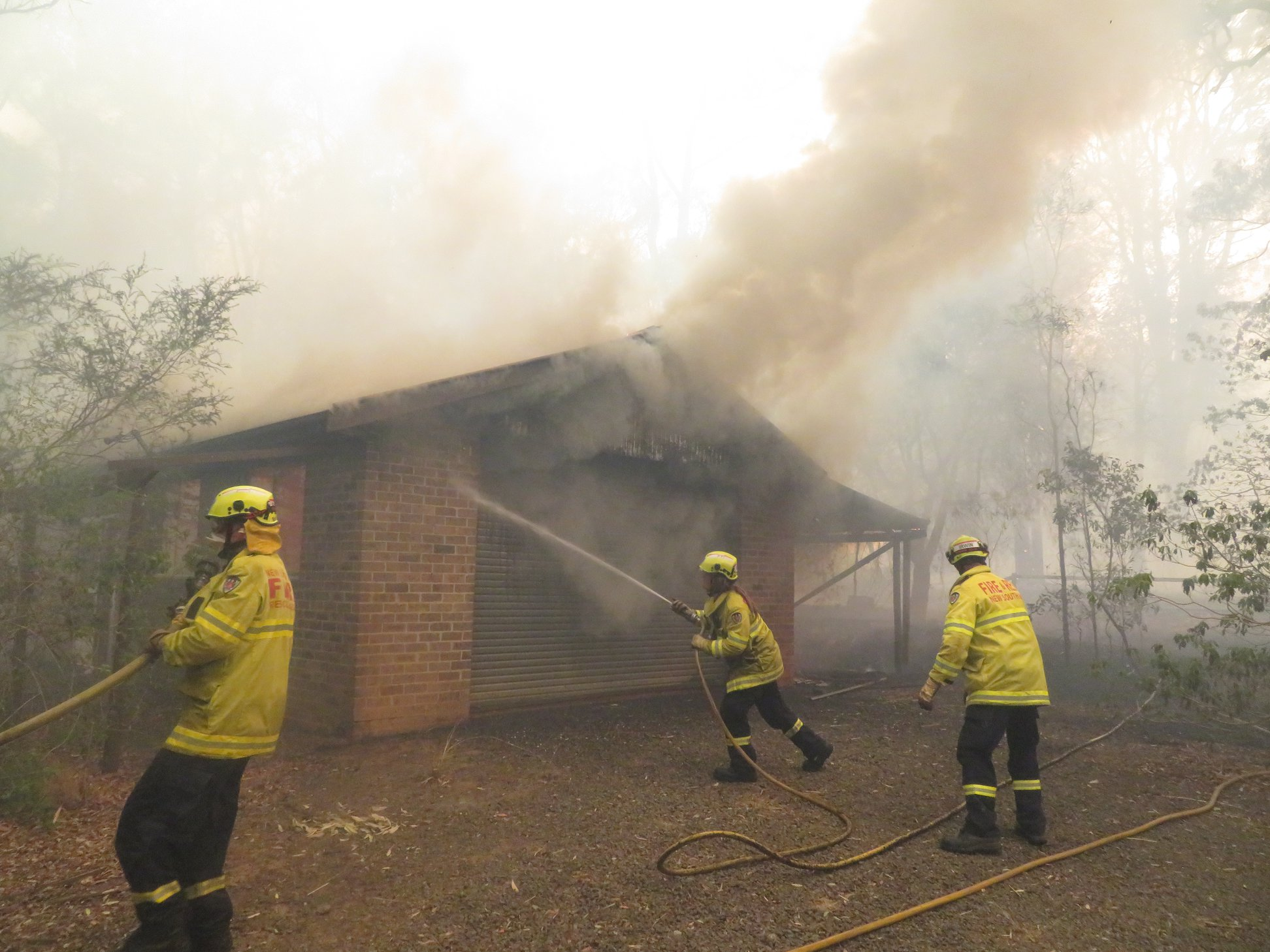
Début décembre, des pompiers luttent contre un incendie de brousse dans la banlieue de Sydney.

- novembre et décembre : Frappé par la sécheresse, l'État de Nouvelle-Galles du Sud en Australie subit un nombre sans précédent de feux de brousse graves et simultanés[24]. Ces feux, qui s'étendent également au Queensland, tuent un grand nombre d'animaux de la faune sauvage, détruisent quelque 150 foyers et font trois morts parmi la population humaine. Le Premier ministre Scott Morrison, partisan d'un accroissement de la production et de l'exportation du charbon, est critiqué lorsqu'il refuse d'évoquer le lien -reconnu par les climatologues australiens- entre le changement climatique et cette catastrophe, tandis le vice-Premier ministre Michael McCormack répond que le changement climatique n'est une préoccupation que des « tarés de gauche dans les centres urbains »[25].
- 17 décembre : Alors que des centaines de feux continuent de brûler dans l'est de pays, l'Australie connaît sa journée la plus chaude jamais enregistrée, avec une température moyenne nationale de 40,9 °C. L'année 2019 aura par ailleurs été la plus sèche jamais enregistrée[26].

## Sport
- 7 avril : Pour la 5e fois consécutive, et pour la 19e fois au total, l'équipe fidjienne remporte le Tournoi de Hong Kong de rugby à sept, battant la France 21-7 en finale. Le 14 avril, toutefois, l'équipe fidjienne, championne en titre, est battue 19-20 par l'Afrique du Sud en finale du Tournoi de Singapour de rugby à sept, après avoir mené 19-0 à la première mi-temps[27].
- 20 septembre au 2 novembre : Cinq nations océaniennes participent à la Coupe du monde de rugby à XV 2019 au Japon, et obtiennent les résultats suivants :

Poule A

Les Samoa ne se qualifient pas pour les quarts de finale.
| 24 septembre 2019 19 h 15 JST | Russie                                                                                                  | 9 – 34 (6 - 5) | Samoa | Kumagaya Rugby Stadium 22 564 spectateurs Arbitre : Romain Poite |
| 24 septembre 2019 19 h 15 JST | Pénalité(s) : 2 Kushnarev (19e, 26e) Drop(s) : 1 Kushnarev (48e) Carton(s) jaune(s) : 1 Gotovtsev (45e) |                | Essai(s) : 6 Leiua (16e, 80e), Amosa (45e), Fidow (49e, 54e), Lee-Lo (64e) Transformation(s) : 2 Pisi (50e, 55e) Carton(s) jaune(s) : 2 Lee-Lo (28e), Matu'u (30e) | Kumagaya Rugby Stadium 22 564 spectateurs Arbitre : Romain Poite |
| 24 septembre 2019 19 h 15 JST | |                | | Kumagaya Rugby Stadium 22 564 spectateurs Arbitre : Romain Poite |

| 30 septembre 2019 19 h 15 JST | Écosse | 34 – 0 (20 - 0) | Samoa                                                          | Stade du parc Misaki 27 586 spectateurs Arbitre : Pascal Gaüzère |
| 30 septembre 2019 19 h 15 JST | Essai(s) : 4 Maitland (30e), Laidlaw (34e), de pénalité (57e, 75e) Transformation(s) : 2 Laidlaw (31e, 36e) Pénalité(s) : 1 Laidlaw (9e) Drop(s) : 1 Hogg (38e) |                 | Carton(s) rouge(s) : 1 : 2 cartons jaunes Fidow (57e) et (75e) | Stade du parc Misaki 27 586 spectateurs Arbitre : Pascal Gaüzère |
| 30 septembre 2019 19 h 15 JST | |                 |                                                                | Stade du parc Misaki 27 586 spectateurs Arbitre : Pascal Gaüzère |

| 5 octobre 2019 19 h 30 JST | Japon | 38 – 19 (16 - 9) | Samoa | Stade de Toyota 39 695 spectateurs Arbitre : Jaco Peyper |
| 5 octobre 2019 19 h 30 JST | Essai(s) : 4 Lafaele (29e), Himeno (55e), Fukuoka (76e), Matsushima (80e+5) Transformation(s) : 3 Tamura (30e, 56e, 80e+6) Pénalité(s) : 4 Tamura (3e, 8e, 24e, 51e) |                  | Essai(s) : 1 Taefu (73e) Transformation(s) : 1 Taefu (74e) Pénalité(s) : 4 Taefu (10e, 16e, 34e, 45e) Carton(s) jaune(s) : 1 Ioane (25e) | Stade de Toyota 39 695 spectateurs Arbitre : Jaco Peyper |
| 5 octobre 2019 19 h 30 JST | |                  | | Stade de Toyota 39 695 spectateurs Arbitre : Jaco Peyper |

| 12 octobre 2019 19 h 45 JST | Irlande | 47 - 5 (26 - 5) | Samoa                                                                     | Fukuoka Hakatanomori Stadium 17 967 spectateurs Arbitre : Nic Berry |
| 12 octobre 2019 19 h 45 JST | Essai(s) : 7 Best (3e), Furlong (8e), Sexton (20e, 38e), Larmour (47e), Stander (64e), Conway (69e) Transformation(s) : 6 Sexton (4e, 10e, 22e, 49e), Carbery (66e, 71e) Carton(s) rouge(s) : Aki (28e) |                 | Essai(s) : 1 J. Lam (25e) Carton(s) jaune(s) : 2 S. Lam (5e), Ioane (58e) | Fukuoka Hakatanomori Stadium 17 967 spectateurs Arbitre : Nic Berry |
| 12 octobre 2019 19 h 45 JST | |                 |                                                                           | Fukuoka Hakatanomori Stadium 17 967 spectateurs Arbitre : Nic Berry |

| Rang | Pays  | J | V | N | D | Bo | Bd | Pm | Pe  | Diff | Pts |
| ---- | ----- | - | - | - | - | -- | -- | -- | --- | ---- | --- |
| 4    | Samoa | 4 | 1 | 0 | 3 | 1  | 0  | 58 | 128 | -70  | 5   |

Poule B

La Nouvelle-Zélande termine première du groupe et se qualifie pour les quarts de finale.
| 21 septembre 2019 18 h 45 JST | Nouvelle-Zélande | 23 – 13 (17 - 3) | Afrique du Sud | Stade international de Yokohama 63 649 spectateurs Arbitre : Jérôme Garcès |
| 21 septembre 2019 18 h 45 JST | Essai(s) : 2 Bridge (24e), S. Barrett (27e) Transformation(s) : 2 Mo'unga (25e, 28e) Pénalité(s) : 3 Mo'unga (23e, 67e), B. Barrett (72e) |                  | Essai(s) : 1 Du Toit (48e) Transformation(s) : 1 Pollard (49e) Pénalité(s) : 1 Pollard (2e) Drop(s) : 1 Pollard (59e) | Stade international de Yokohama 63 649 spectateurs Arbitre : Jérôme Garcès |
| 21 septembre 2019 18 h 45 JST | |                  | | Stade international de Yokohama 63 649 spectateurs Arbitre : Jérôme Garcès |

| 2 octobre 2019 19 h 15 JST | Nouvelle-Zélande | 63 - 0 (28 - 0) | Canada | Stade d'Oita 34 411 spectateurs Arbitre : Romain Poite |
| 2 octobre 2019 19 h 15 JST | Essai(s) : 9 De pénalité (5e), J. Barrett (9e), Bill Williams (18e), B. Barrett (36e), Ioane (41e), S. Barrett (45e), Frizell (48e), Weber (50e, 58e) Transformation(s) : 8 Mo'unga (10e, 19e, 37e, 42e, 46e, 49e, 51e, 59e) |                 |        | Stade d'Oita 34 411 spectateurs Arbitre : Romain Poite |
| 2 octobre 2019 19 h 15 JST | |                 |        | Stade d'Oita 34 411 spectateurs Arbitre : Romain Poite |

| 6 octobre 2019 13 h 45 JST | Nouvelle-Zélande | 71 - 9 (24 - 9) | Namibie                                | Stade de Tokyo 48 354 spectateurs Arbitre : Pascal Gaüzère |
| 6 octobre 2019 13 h 45 JST | Essai(s) : 11 Reece (5e, 51e), Lienert-Brown (20e, 46e), Ta'avao (35e), Smith (40e+4, 67e), Moody (41e), Whitelock (55e), J. Barrett (75e), Perenara (78e) Transformation(s) : 8 J. Barrett (36e, 40e+5, 42e, 47e, 52e, 56e, 68e, 76e) Carton(s) jaune(s) : 2 Laulala (31e), Tu'ungafasi (73e) |                 | Pénalité(s) : 3 Stevens (2e, 25e, 29e) | Stade de Tokyo 48 354 spectateurs Arbitre : Pascal Gaüzère |
| 6 octobre 2019 13 h 45 JST | |                 |                                        | Stade de Tokyo 48 354 spectateurs Arbitre : Pascal Gaüzère |

| 12 octobre 2019 13 h 45 JST | Nouvelle-Zélande | 0 - 0 (Match annulé (typhon Hagibis) | Italie | Stade de Toyota |
| 12 octobre 2019 13 h 45 JST |                  |                                      |        | Stade de Toyota |
| 12 octobre 2019 13 h 45 JST |                  |                                      |        | Stade de Toyota |

| Rang | Pays             | J | V | N | D | Bo | Bd | Pm  | Pe | Diff | Pts |
| ---- | ---------------- | - | - | - | - | -- | -- | --- | -- | ---- | --- |
| 1    | Nouvelle-Zélande | 4 | 3 | 1 | 0 | 2  | 0  | 157 | 22 | +135 | 16  |

Poule C

Les Tonga ne se qualifient pas pour les quarts de finale.
| 22 septembre 2019 19 h 15 JST | Angleterre | 35 – 3 (18 - 3) | Tonga                         | Dôme de Sapporo 35 923 spectateurs Arbitre : Paul Williams |
| 22 septembre 2019 19 h 15 JST | Essai(s) : 4 Tuilagi (24e, 31e), George (57e), Cowan-Dickie (77e) Transformation(s) : 3 Farrell (32e, 58e, 78e) Pénalité(s) : 3 Farrell (10e, 37e, 43e) |                 | Pénalité(s) : 1 Takulua (14e) | Dôme de Sapporo 35 923 spectateurs Arbitre : Paul Williams |
| 22 septembre 2019 19 h 15 JST | |                 |                               | Dôme de Sapporo 35 923 spectateurs Arbitre : Paul Williams |

| 28 septembre 2019 13 h 45 JST | Argentine                                                                                                 | 28 – 12 (28 - 7) | Tonga                                                              | Hanazono Rugby Stadium 21 917 spectateurs Arbitre : Jaco Peyper |
| 28 septembre 2019 13 h 45 JST | Essai(s) : 4 Montoya (6e, 16e, 25e), Carreras (19e) Transformation(s) : 4 Urdapilleta (7e, 17e, 20e, 26e) |                  | Essai(s) : 2 Veainu (29e, 65e) Transformation(s) : 1 Takulua (30e) | Hanazono Rugby Stadium 21 917 spectateurs Arbitre : Jaco Peyper |
| 28 septembre 2019 13 h 45 JST | |                  |                                                                    | Hanazono Rugby Stadium 21 917 spectateurs Arbitre : Jaco Peyper |

| 6 octobre 2019 16 h 45 JST | France | 23 – 21 (17 - 7) | Tonga                                                                                                  | Stade de Kumamoto Arbitre : Nic Berry |
| 6 octobre 2019 16 h 45 JST | Essai(s) : 2 Vakatawa (6e), Raka (32e) Transformation(s) : 2 Ntamack (6e, 32e) Pénalité(s) : 3 Ntamack (4e, 52e, 60e) |                  | Essai(s) : 3 Takulua (40e, 47e), Kapeli (79e) Transformation(s) : 3 Takulua (40e+1, 48e), Fosita (80e) | Stade de Kumamoto Arbitre : Nic Berry |
| 6 octobre 2019 16 h 45 JST | |                  | | Stade de Kumamoto Arbitre : Nic Berry |

| 13 octobre 2019 14 h 45 JST | États-Unis                                                                            | 19 – 31 (12 - 7) | Tonga | Hanazono Rugby Stadium Arbitre : Nigel Owens |
| 13 octobre 2019 14 h 45 JST | Essai(s) : 3 Te'o (21e, 26e), Lamborn (77e) Transformation(s) : 2 MacGinty (22e, 78e) |                  | Essai(s) : 4 Fisi'ihoi (17e), Hingano (58e), Piutau (62e), Veainu (81e) Transformation(s) : 4 Takulua (19e, 60e), Faiva (64e), Piutau (82e) Pénalité(s) : 1 Takulua (51e) | Hanazono Rugby Stadium Arbitre : Nigel Owens |
| 13 octobre 2019 14 h 45 JST |                                                                                       |                  | | Hanazono Rugby Stadium Arbitre : Nigel Owens |

| Rang | Pays  | J | V | N | D | Bo | Bd | Pm | Pe  | Diff | Pts |
| ---- | ----- | - | - | - | - | -- | -- | -- | --- | ---- | --- |
| 4    | Tonga | 4 | 1 | 0 | 3 | 1  | 1  | 67 | 105 | -38  | 6   |

Poule D

L'Australie termine deuxième du groupe (ayant perdu face au pays de Galles) et se qualifie pour les quarts de finale. Les Fidji ne se qualifient pas pour les quarts, subissant notamment une défaite inattendue face à l'Uruguay. Grâce à sa troisième place, le pays se qualifie toutefois pour la Coupe du monde de 2023.
| 21 septembre 2019 13 h 45 JST | Australie | 39 – 21 (12 - 14) | Fidji | Dôme de Sapporo 36 482 spectateurs Arbitre : Ben O'Keeffe |
| 21 septembre 2019 13 h 45 JST | Essai(s) : 6 Hooper (18e), Hodge (36e), Latu (57e, 62e), Kerevi (69e), Koroibete (73e) Transformation(s) : 3 Lealiifano (19e), Toomua (70e, 74e) Pénalité(s) : 1 Hodge (51e) |                   | Essai(s) : 2 Yato (8e), Nayacalevu (44e) Transformation(s) : 1 Volavola (46e) Pénalité(s) : 3 Volavola (5e, 23e, 31e) Carton(s) jaune(s) : Botia (62e) | Dôme de Sapporo 36 482 spectateurs Arbitre : Ben O'Keeffe |
| 21 septembre 2019 13 h 45 JST | |                   | | Dôme de Sapporo 36 482 spectateurs Arbitre : Ben O'Keeffe |

| 25 septembre 2019 14 h 15 JST | Fidji | 27 – 30 (12 - 24) | Uruguay | Kamaishi Recovery Memorial Stadium 14 025 spectateurs Arbitre : Pascal Gaüzère |
| 25 septembre 2019 14 h 15 JST | Essai(s) : 5 Dolokoto (8e), Mawi (19e), Ratuniyarawa (48e), Matawalu (67e, 80e) Transformation(s) : 1 Matavesi (20e) |                   | Essai(s) : 3 Arata (14e), Diana (22e), Cat (26e) Transformation(s) : 3 Berchesi (15e, 23e, 28e) Pénalité(s) : 3 Berchesi (38e, 61e, 75e) | Kamaishi Recovery Memorial Stadium 14 025 spectateurs Arbitre : Pascal Gaüzère |
| 25 septembre 2019 14 h 15 JST | |                   | | Kamaishi Recovery Memorial Stadium 14 025 spectateurs Arbitre : Pascal Gaüzère |

| 29 septembre 2019 16 h 45 JST | Australie | 25 – 29 (8 - 23) | Pays de Galles | Stade de Tokyo 47 885 spectateurs Arbitre : Romain Poite |
| 29 septembre 2019 16 h 45 JST | Essai(s) : 3 Ashley-Cooper (20e), Haylett-Petty (45e), Hooper (61e) Transformation(s) : 2 Toomua (46e, 62e) Pénalité(s) : 2 Foley (28e), To'omua (67e) |                  | Essai(s) : 2 Parkes (12e), G. Davies (37e) Transformation(s) : 2 Biggar (14e), Patchell (38e) Pénalité(s) : 3 Patchell (32e, 36e, 71e) Drop(s) : 2 Biggar (1er), Patchell (43e) | Stade de Tokyo 47 885 spectateurs Arbitre : Romain Poite |
| 29 septembre 2019 16 h 45 JST | |                  | | Stade de Tokyo 47 885 spectateurs Arbitre : Romain Poite |

| 3 octobre 2019 14 h 15 JST | Géorgie                                                                                               | 10 – 45 (3 - 7) | Fidji | Hanazono Rugby Stadium 21 069 spectateurs Arbitre : Paul Williams |
| 3 octobre 2019 14 h 15 JST | Essai(s) : 1 Gorgodze (54e) Transformation(s) : 1 Matiashvili (55e) Pénalité(s) : 1 Matiashvili (35e) |                 | Essai(s) : 7 Nayacalevu (20e), Lomani (46e), Tuisova (51e), Radrada (61e, 76e), Kunatani (69e), Ratuniyarawa (71e) Transformation(s) : 5 Volavola (21e, 62e, 70e, 72e, 77e) | Hanazono Rugby Stadium 21 069 spectateurs Arbitre : Paul Williams |
| 3 octobre 2019 14 h 15 JST | |                 | | Hanazono Rugby Stadium 21 069 spectateurs Arbitre : Paul Williams |

| 5 octobre 2019 14 h 15 JST | Australie | 45 – 10 (19 - 3) | Uruguay                                                                                      | Stade d'Oita 33 781 spectateurs Arbitre : Mathieu Raynal |
| 5 octobre 2019 14 h 15 JST | Essai(s) : 7 Haylett-Petty (5e, 67e), Petaia (23e), Kuridrani (30e, 46e), Genia (53e), Slipper (61e) Transformation(s) : 5 Lealiifano (6e, 24e, 47e, 54e, 62e) Carton(s) jaune(s) : 2 Coleman (13e), Salakaia-Loto (29e) |                  | Essai(s) : 1 Diana (78e) Transformation(s) : 1 Berchesi (79e) Pénalité(s) : 1 Berchesi (12e) | Stade d'Oita 33 781 spectateurs Arbitre : Mathieu Raynal |
| 5 octobre 2019 14 h 15 JST | |                  |                                                                                              | Stade d'Oita 33 781 spectateurs Arbitre : Mathieu Raynal |

| 9 octobre 2019 18 h 45 JST | Pays de Galles | 29 – 17 (14 - 10) | Fidji | Stade d'Oita 33 379 spectateurs Arbitre : Jérôme Garcès |
| 9 octobre 2019 18 h 45 JST | Essai(s) : 4 Adams (19e, 31e, 61e), Williams (70e) Transformation(s) : 3 Biggar (20e, 32e), Patchell (71e) Pénalité(s) : 1 Patchell (58e) Carton(s) jaune(s) : 2 Owens (8e), Jm. Davies (53e) |                   | Essai(s) : 3 Tuisova (4e), Murimurivalu (9e), de pénalité (54e) Carton(s) jaune(s) : 2 Cavubati (17e), Kunatani (30e) | Stade d'Oita 33 379 spectateurs Arbitre : Jérôme Garcès |
| 9 octobre 2019 18 h 45 JST | |                   | | Stade d'Oita 33 379 spectateurs Arbitre : Jérôme Garcès |

| 11 octobre 2019 19 h 15 JST | Australie | 27 – 8 (10 - 3) | Géorgie                                                    | Stade Ecopa de Shizuoka 39 802 spectateurs Arbitre : Pascal Gaüzère |
| 11 octobre 2019 19 h 15 JST | Essai(s) : 4 White(22e), Koroibete (59e), Dempsey (74e), Genia (78e) Transformation(s) : 2 Toomua (23e, 60e) Pénalité(s) : 1 Toomua (36e) Carton(s) jaune(s) : 1 Naisarani (34e) |                 | Essai(s) : 1 Todua (69e) Pénalité(s) : 1 Matiashvili (27e) | Stade Ecopa de Shizuoka 39 802 spectateurs Arbitre : Pascal Gaüzère |
| 11 octobre 2019 19 h 15 JST | |                 |                                                            | Stade Ecopa de Shizuoka 39 802 spectateurs Arbitre : Pascal Gaüzère |

| Rang | Pays      | J | V | N | D | Bo | Bd | Pm  | Pe  | Diff | Pts |
| ---- | --------- | - | - | - | - | -- | -- | --- | --- | ---- | --- |
| 2    | Australie | 4 | 3 | 0 | 1 | 3  | 1  | 136 | 68  | +68  | 16  |
| 3    | Fidji     | 4 | 1 | 0 | 3 | 2  | 1  | 110 | 108 | +2   | 7   |

Quarts de finale

L'Australie subit sa pire défaite en match à élimination directe en Coupe du monde, en étant largement vaincue par l'Angleterre. La Nouvelle-Zélande s'impose aisément face à l'Irlande.
| 19 octobre 2019 16 h 15 JST | Angleterre | 40 – 16 (17 - 9) | Australie | Stade d'Ōita Arbitre : Jérôme Garcès |
| 19 octobre 2019 16 h 15 JST | Essai(s) : 4 May (18e, 21e), Sinckler (46e), Watson (76e) Transformation(s) : 4 Farrell (19e, 23e, 47e, 77e) Pénalité(s) : 4 Farrell (30e, 51e, 66e, 73e) |                  | Essai(s) : 1 Koroibete (43e) Transformation(s) : 1 Lealiifano (44e) Pénalité(s) : 3 Lealiifano (12e, 26e, 41e) | Stade d'Ōita Arbitre : Jérôme Garcès |
| 19 octobre 2019 16 h 15 JST | |                  | | Stade d'Ōita Arbitre : Jérôme Garcès |

| 19 octobre 2019 19 h 15 JST | Nouvelle-Zélande | 46 – 14 (22 - 0) | Irlande                                                                           | Stade de Tokyo Arbitre : Nigel Owens |
| 19 octobre 2019 19 h 15 JST | Essai(s) : 7 A. Smith (14e, 20e), B. Barrett (32e), Taylor (48e), Todd (61e), Bridge (73e), J. Barrett (80e) Transformation(s) : 4 Mo'unga (15e, 21e, 49e, 74e) Pénalité(s) : 1 Mo'unga (6e) Carton(s) jaune(s) : 1 Todd (77e) |                  | Essai(s) : 2 Henshaw (69e), de pénalité (77e) Transformation(s) : 1 Carbery (70e) | Stade de Tokyo Arbitre : Nigel Owens |
| 19 octobre 2019 19 h 15 JST | |                  |                                                                                   | Stade de Tokyo Arbitre : Nigel Owens |

Demi-finale

L'équipe d'Angleterre domine le match du début à la fin et la Nouvelle-Zélande, double championne en titre, s'incline sur le score de 7-19.
| 26 octobre 2019 17 h 00 JST | Angleterre                                                                                             | 19 - 7 (10 - 0) | Nouvelle-Zélande                                             | Stade international de Yokohama Arbitre : Nigel Owens |
| 26 octobre 2019 17 h 00 JST | Essai(s) : 1 Tuilagi (2e) Transformation(s) : 1 Farrell (3e) Pénalité(s) : 4 Ford (40e, 49e, 62e, 69e) |                 | Essai(s) : 1 Savea (56e) Transformation(s) : 1 Mo'unga (57e) | Stade international de Yokohama Arbitre : Nigel Owens |
| 26 octobre 2019 17 h 00 JST | |                 |                                                              | Stade international de Yokohama Arbitre : Nigel Owens |

Match pour la 3e place

Les All Blacks remportent la 3e place du tournoi face aux Gallois.
| 1er novembre 2019 18 h 00 JST | Nouvelle-Zélande | 40 - 17 (28 - 10) | Pays de Galles | Stade de Tokyo Arbitre : Wayne Barnes |
| 1er novembre 2019 18 h 00 JST | Essai(s) : 6 Moody (4e), Barrett (12e), Smith (32e, 40e), Crotty (41e), Mo'unga (75e) Transformation(s) : 5 Mo'unga (6e, 13e, 33e, 41e, 43e) |                   | Essai(s) : 2 Amos (18e), Adams (58e) Transformation(s) : 2 Patchell (20e), Biggar (60e) Pénalité(s) : 1 Patchell (26e) | Stade de Tokyo Arbitre : Wayne Barnes |
| 1er novembre 2019 18 h 00 JST | |                   | | Stade de Tokyo Arbitre : Wayne Barnes |

## Autres événements marquants
- 15 mars : attentat de Christchurch en Nouvelle-Zélande : Un terroriste d'extrême-droite assassine cinquante personnes dans deux mosquées. C'est la première tuerie de masse terroriste dans l'histoire du pays[28].
- 18 août : Début de plusieurs journées de manifestations et d'émeutes de la part d'autochtones papous dans les provinces indonésiennes de Papouasie occidentale et de Papouasie. Les manifestants dénoncent l'oppression et le racisme qu'ils subissent de la part d'Indonésiens installés sur ces territoires, et de la part des autorités indonésiennes. L'Indonésie répond en déployant ses forces armées et en coupant l'accès de ces provinces à Internet[29].
- 21 octobre : Pour protester contre des perquisitions par la police cherchant à démasquer des lanceurs d'alerte, les principaux journaux australiens, à la fois ceux appartenant au groupe Nine (le Sydney Morning Herald, The Age) et ceux de News Corp Australia (The Australian, The Daily Telegraph...) publient un même première page dénonçant une « culture du secret » développée par le gouvernement de Scott Morrison.
- novembre et décembre : Une épidémie de rougeole fait soixante-trois morts aux Samoa, dont cinquante-sept enfants âgés de moins de quinze ans, parmi lesquels vingt-six bébés âgés de moins d'un an. La rougeole atteint également les Tonga et les Fidji, mais sans y faire de morts ; dans ces deux pays, plus de 90% de la population est vaccinée, alors qu'aux Samoa le taux de vaccination est d'environ un tiers. Le gouvernement samoan décrète un état d'urgence, introduit la vaccination obligatoire, ferme les écoles et interdit aux personnes de moins de 17 ans de se joindre à tout rassemblement public[30],[31]. Les 5 et 6 décembre, les commerces sont tenus de fermer et presque toute activité est suspendue dans le pays ; les « services de vaccinations sont les seuls autorisés à se déplacer, [et] passent de maison en maison pour administrer les vaccins ». Les foyers où résident des personnes non-vaccinées doivent afficher un chiffon rouge sur leur porte pour attirer l'attention des médecins[32]. L'état d'urgence est levé le 29 décembre[33].
- 9 décembre : En Nouvelle-Zélande, le volcan Île blanche entre en éruption, tuant dix-huit personnes[34].

## Décès

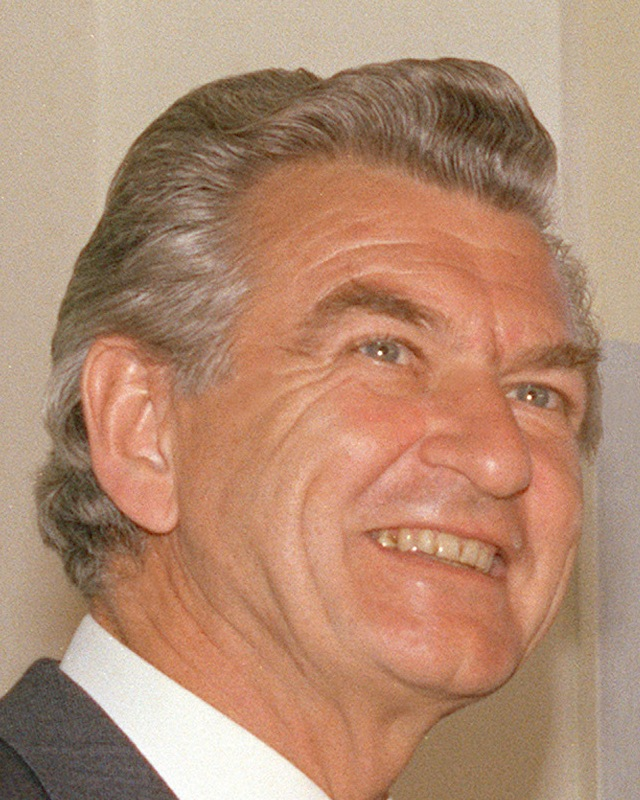
Bob Hawke, Premier ministre d'Australie de 1983 à 1991, mort en mai 2019.

- début janvier : Mungau Dain, acteur vanuatais, star du film Tanna ; mort à moins de 30 ans d'une blessure infectée à la jambe[35].
- 3 mars : Ian Thorpe (né vers 1932), commandant des forces armées fidjiennes de 1979 à 1982[36].
- 20 mars : Donald Kalpokas (né le 23 août 1943), Premier ministre de Vanuatu en 1991 puis de 1998 à 1999[37].
- 13 avril : Yvette Williams (née le 25 avril 1929), championne olympique de saut en longueur pour la Nouvelle-Zélande aux Jeux olympiques d'été de 1952[38].
- 28 avril : Franzalbert Joku (né le 20 février 1953), militant papou puis diplomate indonésien[39].
- 8 mai : Sprent Dabwido (né le 16 septembre 1972), président de la République de Nauru de 2011 à 2013, mort en Australie d'un carcinome du nasopharynx[40].
- 16 mai : Bob Hawke (né le 9 décembre 1929), Premier ministre d'Australie de 1983 à 1991[41].
- 3 août : Sir Brian Lochore (né le 3 septembre 1940), ancien capitaine des All Blacks et entraîneur de l'équipe victorieuse à la première édition de la Coupe du monde de rugby à XV, en 1987[42].
- 22 août : Tim Fischer (né le 3 mai 1946), vice-Premier ministre d'Australie de 1996 à 1999[43].
- 12 septembre : ʻAkilisi Pohiva (né le 7 avril 1941), Premier ministre en exercice des Tonga et principale figure historique du mouvement pour la démocratie dans son pays ; mort d'une pneumonie[44].
- 14 octobre : Charles Dausabea (en) (né le 21 octobre 1960), l'un des chefs de la Force des aigles de Malaita (en) qui prend en otage le Premier ministre salomonais Bartholomew Ulufa'alu en 2000 ; puis ministre des Services publics durant quelques jours en décembre 2007. Mort « à la suite d'une longue maladie »[45].
- 13 décembre : Sir Peter Snell, triple champion olympique d'athlétisme, considéré comme « l'athlète néo-zélandais du XXe siècle »[46].